# 蘇珊·法露迪
蘇珊·法露迪（英語：Susan Faludi，1959年4月18日—）是一位美國記者和女性主義者，1991年普立茲釋義新聞獎（Pulitzer Prize for Explanatory Reporting）得主，因報導喜互惠公司的槓桿收購行為獲獎。

## 經歷
法露迪生於1959年的紐約皇后區，但在同州的約克鎮高地（Yorktown Heights）長大。她是個猶太人。蘇珊·法露迪的母親是位記者、家庭主婦，也在紐約大學進修；父親是位匈牙利攝影師，也是猶太人大屠殺的倖存者。法露迪1981年時自哈佛大學畢業，在校時她曾寫過校園刊物《哈佛克里姆森報》（The Harvard Crimson），畢業後也順利成為新聞記者，曾為《紐約時報》、《華爾街日報》、《聖荷西信使報》、《亞特蘭大日報》（The Atlanta Journal-Constitution）和《邁阿密前鋒報》（The Miami Herald）等報紙寫過文章。她在整個1980年代撰寫過許多關於女性主義，及女性主義運動所遭遇到阻力的文章，待她發現其中規律後，便在1991年出版《反挫——誰與女人為敵？》（Backlash; the undeclared war against American women）一書。2008年至2009年間出任拉德克利夫學院研究員。法露迪目前與作家拉斯·賴默（Russ Rymer）同居。

## 外部連結
- 蘇珊·法露迪的官方網站（页面存档备份，存于）（英文）
- C-SPAN內的頁面（英文）